# Sidney Bracey
Pour les articles homonymes, voir Bracey.
Sidney Bracey est un acteur australo-américain, né le 18 décembre 1877 à Melbourne (Australie), et mort le 5 août 1942 à Hollywood, Californie. Il commença sa carrière au cinéma muet.

## Filmographie partielle
- 1913 : Uncle's Namesakes
- 1916 : Merely Mary Ann de John G. Adolfi
- 1916 : La Clef des champs
- 1918 : La Maison du brouillard (The House of Mirth) de Albert Capellani
- 1921 : Morals de William Desmond Taylor
- 1922 : The Dictator de James Cruze
- 1923 : Ruggles of Red Gap de James Cruze
- 1924 : Mon cœur et mes millions (Her Night of Romance) de Sidney Franklin
- 1925 : Une femme sans mari (A Slave of Fashion) de Hobart Henley
- 1926 : Masques d'artistes (You Never Know Women) de William A. Wellman
- 1927 : L'Aurore (Sunrise) de Friedrich Wilhelm Murnau
- 1928 : La Foule (The Crowd) de King Vidor
- 1928 : Les Cosaques (The Cossacks) de George William Hill
- 1928 : L'Opérateur (The Cameraman) de Edward Sedgwick et Buster Keaton
- 1928 : La Symphonie nuptiale (The Wedding March) de Erich von Stroheim
- 1928 : Mirages (Show People) de King Vidor
- 1929 : La Reine Kelly (Queen Kelly) de Erich von Stroheim
- 1929 : His Captive Woman de George Fitzmaurice
- 1930 : Redemption de Fred Niblo
- 1931 : Ten Cents a Dance de Lionel Barrymore
- 1931 : The Phantom of Paris de John S. Robertson
- 1931 : Buster se marie de Edward Sedgwick
- 1931 : Reducing de Charles Reisner
- 1931 : New Adventures of Get Rich Quick Wallingford de Sam Wood
- 1932 : La Monstrueuse Parade (Freaks) de Tod Browning
- 1932 : Les Grecs avaient un nom pour elles (The Greeks Had a Word for Them) de Lowell Sherman
- 1933 : Le Roi de la bière (What! No beer?) de Edward Sedgwick
- 1933 : Rêves brisés (Broken Dreams) de Robert G. Vignola
- 1933 : La Soupe au canard (Duck Soup) de Leo McCarey
- 1934 : C'était son homme (He Was her Man) de Lloyd Bacon
- 1934 : The Ninth Guest de Roy William Neill
- 1935 : Le Secret magnifique (Magnificent Obsession) de John M. Stahl
- 1935 : Code secret (Rendezvous) de William K. Howard
- 1935 : The Winning Ticket de Charles Reisner
- 1936 : One Rainy Afternoon de Rowland V. Lee
- 1936 : L'Île de la furie (Isle of Fury) de Frank McDonald
- 1938 : Le Retour d'Arsène Lupin (Arsène Lupin Returns) de George Fitzmaurice
- 1938 : Les Anges aux figures sales (Angels with Dirty Faces) de Michael Curtiz
- 1938 : La Patrouille de l'aube (The Dawn Patrol) de Edmund Goulding
- 1939 : A Child Is Born de Lloyd Bacon
- 1939 : Victoire sur la nuit (Dark Victory) de Edmund Goulding
- 1939 : On Trial de Terry O. Morse
- 1939 : Le Vainqueur (Indianapolis Speedway) de Lloyd Bacon
- 1939 : Hommes sans loi (King of the Underworld) de Lewis Seiler
- 1939 : L'Île du Diable (Devil's Island) de William Clemens
- 1939 : En surveillance spéciale (Invisible Stripes de Lloyd Bacon
- 1940 : My Love Came Back de Curtis Bernhardt
- 1941 : L'Homme de la rue (Meet John Doe) de Frank Capra
- 1942 : Larceny, Inc. de Lloyd Bacon